# Équipe d'Espagne des moins de 19 ans de football
Cet article traite de l'équipe masculine. Pour l'équipe féminine, voir Équipe d'Espagne féminine de football des moins de 19 ans.
Maillots
L'équipe d'Espagne des moins de 19 ans est une sélection de joueurs de moins de 19 ans au début des deux années de compétition placée sous la responsabilité de la Fédération royale espagnole de football. Elle a été 12 fois championne d'Europe en 1952, 1954, 1995, 2002, 2004, 2006, 2007, 2011, 2012, 2015, 2019 et en 2024.

## Bilan dans les compétitions internationales

### Championnat d'Europe depuis 2002
| Année | Tour                     | J  | G  | N  | P  | BP  | BC |
| ----- | ------------------------ | -- | -- | -- | -- | --- | -- |
| 2002  | Champion                 | 4  | 3  | 1  | 0  | 8   | 2  |
| 2003  | Second tour qualificatif | 3  | 1  | 1  | 1  | 3   | 2  |
| 2004  | Champion                 | 5  | 4  | 1  | 0  | 13  | 5  |
| 2005  | Tour élite               | 3  | 2  | 0  | 1  | 5   | 1  |
| 2006  | Champion                 | 5  | 4  | 1  | 0  | 17  | 5  |
| 2007  | Champion                 | 5  | 2  | 3  | 0  | 4   | 1  |
| 2008  | 1er tour                 | 3  | 1  | 0  | 2  | 5   | 3  |
| 2009  | 1er tour                 | 3  | 1  | 0  | 2  | 3   | 4  |
| 2010  | Finaliste                | 5  | 4  | 0  | 1  | 10  | 5  |
| 2011  | Champion                 | 5  | 4  | 0  | 1  | 16  | 6  |
| 2012  | Champion                 | 5  | 3  | 2  | 0  | 11  | 6  |
| 2013  | Demi-finaliste           | 4  | 3  | 0  | 1  | 7   | 4  |
| 2014  | Tour élite               | 3  | 2  | 0  | 1  | 6   | 4  |
| 2015  | Champion                 | 5  | 3  | 1  | 1  | 9   | 4  |
| 2016  | Tour élite               | 3  | 1  | 1  | 1  | 3   | 3  |
| 2017  | Tour élite               | 3  | 2  | 0  | 1  | 7   | 3  |
| 2018  | Tour élite               | 3  | 1  | 1  | 1  | 5   | 4  |
| 2019  | Champion                 | 5  | 3  | 2  | 0  | 7   | 3  |
| 2022  | Tour élite               | 2  | 0  | 2  | 0  | 5   | 5  |
| 2023  | Demi-finaliste           | 4  | 2  | 1  | 1  | 9   | 4  |
| 2024  | Champion                 | 5  | 3  | 2  | 0  | 8   | 4  |
| 2025  | Finaliste                | 5  | 4  | 0  | 1  | 15  | 7  |
| Total | 9 titres                 | 88 | 53 | 19 | 16 | 176 | 85 |

## Récompenses personnelles
En plus des nombreuses victoires finales, certains joueurs ont également remporté des récompenses individuelles :
| Année | Soulier d'or    |
| 2002  | Fernando Torres |
| 2006  | Alberto Bueno   |
| 2012  | Jesé            |
| ----- | --------------- |

## Joueurs

### Les plus capés
| Classement | Joueur victor guerrero garcia | Club(s)                                      | Année(s)  | Sélections |
| ---------- | ----------------------------- | -------------------------------------------- | --------- | ---------- |
| 1          | Aarón Ñíguez                  | Valencia CF, Xerez CD, Iraklis Thessalonique | 2006–2008 | 23         |
| 2          | Emilio Nsue                   | RCD Mallorca                                 | 2006–2008 | 21         |
| 3          | Daniel Aquino                 | Real Murcia                                  | 2007–2009 | 18         |
| 3          | César Azpilicueta             | Chelsea FC                                   | 2007–2008 | 18         |
| 5          | Fran Mérida                   | Arsenal FC, Real Sociedad                    | 2007–2009 | 17         |
| 6          | Markel Bergara                | Real Sociedad                                | 2004–2005 | 16         |
| 6          | Mikel San José                | Athletic Bilbao, Liverpool FC                | 2007–2008 | 16         |
| 8          | David de Gea                  | Atlético Madrid                              | 2007–2009 | 15         |
| 8          | Jorge Pulido                  | Atlético Madrid                              | 2008–2010 | 15         |
| 8          | Óscar Sielva                  | RCD Espanyol, FC Cartagena                   | 2008–2010 | 15         |

### Les meilleurs buteurs
| Classement | Joueur           | Club(s)                                      | Année(s)  | Buts en sélection |
| ---------- | ---------------- | -------------------------------------------- | --------- | ----------------- |
| 1          | Juan Manuel Mata | Real Madrid                                  | 2006–2007 | 12                |
| 2          | Alberto Bueno    | Real Madrid                                  | 2006–2007 | 11                |
| 3          | Aarón Ñíguez     | Valencia CF, Xerez CD, Iraklis Thessalonique | 2006–2008 | 8                 |
| 4          | Sergio García    | FC Barcelone                                 | 2001–2002 | 7                 |
| 4          | Fran Mérida      | Arsenal FC, Real Sociedad                    | 2007–2009 | 7                 |
| 4          | Emilio Nsue      | RCD Mallorca                                 | 2006–2008 | 7                 |
| 7          | Fernando Torres  | Atlético Madrid                              | 2002      | 6                 |

## Résultats récents
| Date            | Compétition               | Lieu                     | Domicile        | Résultat | Extérieur  | Buteurs                                         |
| --------------- | ------------------------- | ------------------------ | --------------- | -------- | ---------- | ----------------------------------------------- |
| 8 novembre 2009 | Championnat d'Europe 2010 | Alzira, Espagne          | Espagne         | 0 – 1    | Portugal   |                                                 |
| 24 mars 2010    | Amical                    | Belfast, Irlande du Nord | Irlande du Nord | 0 – 1    | Espagne    | Isco 50e                                        |
| 14 avril 2010   | Championnat d'Europe 2010 | Eskişehir, Turquie       | Norvège         | 1 – 1    | Espagne    | Rochina 62e                                     |
| 16 avril 2010   | Championnat d'Europe 2010 | Eskişehir, Turquie       | Espagne         | 3 – 2    | Turquie    | Sergio Keko 8e, Thiago 45e, Oriol 55e           |
| 19 avril 2010   | Championnat d'Europe 2010 | Eskişehir, Turquie       | Azerbaïdjan     | 0 – 4    | Espagne    | Rochina 29e 31e, Thiago 36e (pen.), Rodrigo 70e |
| 18 juillet 2010 | Championnat d'Europe 2010 | Bayeux, France           | Croatie         | 1 – 2    | Espagne    | Thiago 53e, Rodrigo 64e                         |
| 21 juillet 2010 | Championnat d'Europe 2010 | Saint-Lô, France         | Espagne         | 2 – 1    | Portugal   | Pacheco 12e 88e                                 |
| 24 juillet 2010 | Championnat d'Europe 2010 | Flers, France            | Espagne         | 3 – 0    | Italie     | Rochina 17e, Pacheco 23e, Ezequiel 57e (pen.)   |
| 27 juillet 2010 | Championnat d'Europe 2010 | Saint-Lô, France         | Espagne         | 3 – 1    | Angleterre | Pacheco 12e, Keko 34e, Canales 57e              |
| 30 juillet 2010 | Championnat d'Europe 2010 | Caen, France             | Espagne         | 1 – 2    | France     | Rodrigo 19e                                     |